# Isaac River
Isaac River är ett vattendrag i Australien. Det ligger i delstaten Queensland, omkring 630 kilometer nordväst om delstatshuvudstaden Brisbane.
I omgivningarna runt Isaac River växer huvudsakligen savannskog. Trakten runt Isaac River är nära nog obefolkad, med mindre än två invånare per kvadratkilometer.  Genomsnittlig årsnederbörd är 824 millimeter. Den regnigaste månaden är januari, med i genomsnitt 162 mm nederbörd, och den torraste är augusti, med 17 mm nederbörd.